# Alois Höller
Alois Höller (15 marzo 1989) è un calciatore austriaco, difensore dell'MSV 2020.

## Carriera

### Club
Debutta il 14 aprile 2010.